# Grabnik (Ostrołęka)
Pour les articles homonymes, voir Grabnik.
Grabnik  (prononciation : [ˈɡrabnik]) est un village polonais de la gmina d'Olszewo-Borki dans le powiat d'Ostrołęka de la voïvodie de Mazovie dans le centre-est de la Pologne.
Il se situe à environ 9 kilomètres au nord-ouest d'Olszewo-Borki (siège de la gmina), 12 kilomètres à l'ouest d'Ostrołęka (siège du powiat) et à 102 kilomètres au nord de Varsovie (capitale de la Pologne).

## Histoire
De 1975 à 1998, le village appartenait administrativement à la voïvodie d'Ostrołęka.